# Macaduma aroa
Macaduma aroa är en fjärilsart som beskrevs av Bethune-Baker 1906. Macaduma aroa ingår i släktet Macaduma och familjen björnspinnare. Inga underarter finns listade i Catalogue of Life.